# Methanosphaerula
Genre
Espèces de rang inférieur
- Methanosphaerula palustris

Methanosphaerula est un genre d'archées méthanogènes de l'ordre des Methanomicrobiales.